# Callopsylla mygala
Callopsylla mygala är en loppart som först beskrevs av Lewis 1971.  Callopsylla mygala ingår i släktet Callopsylla och familjen fågelloppor. Inga underarter finns listade i Catalogue of Life.